# Silver Broom 1968
Air Canada Silver Broom 1968 var den første udgave af curlingturneringen Silver Broom, som International Curling Federation indførte som officielt VM som afløser for Scotch Cup. I dag medregner World Curling Federation imidlertid Scotch Cup-turneringerne, som blev afviklet i 1959-67, i rækken af VM-turneringer, og dermed er Silver Broom 1968 altså det tiende VM i curling for mænd.
Turneringen blev afviklet i arenaen Pointe Clair Arena i Pointe-Claire, Québec, Canada i perioden 20. – 24. marts 1968 med deltagelse af otte hold. Mesterskabet blev vundet af værtslandet Canada, som besejrede de forsvarende mestre fra Skotland med 8-6 i finalen. Tredjepladsen gik for tredje år i træk til USA, som tabte 2-12 til Canada i semifinalen. Canadas hold var under ledelse af Ron Northcott, som tidligere havde ført canadierne til guld ved Scotch Cup 1966 og som året efter også vandt Silver Broom 1969.

## Resultater

### Grundspil
De otte deltagende hold spillede en enkeltturnering alle-mod-alle. Vinderen af grundspillet kvalificerede sig direkte til finalen, mens nr. 2 og 3 gik videre til semifinalen, hvor de spillede om den anden finaleplads.
| Runde | Kampe                   | Kampe | Kampe                  | Kampe | Kampe                | Kampe | Kampe                   | Kampe |
| ----- | ----------------------- | ----- | ---------------------- | ----- | -------------------- | ----- | ----------------------- | ----- |
| 1     | Skotland - Vesttyskland | 16-8  | Sverige - Frankrig     | 14-5  | Canada - Schweiz     | 21-7  | USA - Norge             | 18-7  |
| 2     | Canada - USA            | 10-6  | Schweiz - Norge        | 11-10 | Skotland - Sverige   | 13-7  | Frankrig - Vesttyskland | 13-8  |
| 3     | Sverige - Vesttyskland  | 22-5  | Skotland - Frankrig    | 15-4  | USA - Schweiz        | 17-6  | Canada - Norge          | 13-8  |
| 4     | Norge - Frankrig        | 12-11 | Schweiz - Vesttyskland | 16-6  | Canada - Sverige     | 7-5   | Skotland - USA          | 11-6  |
| 5     | USA - Sverige           | 8-4   | Skotland - Canada      | 10-5  | Norge - Vesttyskland | 12-10 | Frankrig - Schweiz      | 12-6  |
| 6     | Skotland - Schweiz      | 19-8  | Sverige - Norge        | 15-10 | USA - Frankrig       | 14-6  | Canada - Vesttyskland   | 19-6  |
| 7     | Canada - Frankrig       | 23-5  | USA - Vesttyskland     | 16-5  | Skotland - Norge     | 13-8  | Sverige - Schweiz       | 20-6  |

| Plac. | Hold         | Vundne | Tabte |
| ----- | ------------ | ------ | ----- |
| 1.    | Skotland     | 7      | 0     |
| 2.    | Canada       | 6      | 1     |
| 3.    | USA          | 5      | 2     |
| 4.    | Sverige      | 4      | 3     |
| 5.    | Frankrig     | 2      | 5     |
| 6.    | Norge        | 2      | 5     |
| 7.    | Schweiz      | 2      | 5     |
| 8.    | Vesttyskland | 0      | 7     |

### Slutspil

#### Semifinale
| Semifinale | Semifinale |  | 1 | 2 | 3 | 4 | 5 | 6 | 7 | 8 | 9 | 10 | 11 | 12 | EE |  | Total |
| ---------- | ---------- |  | - | - | - | - | - | - | - | - | - | -- | -- | -- | -- |  | ----- |
| Canada     |            |  | 0 | 2 | 0 | 4 | 1 | 1 | 4 | X | X | X  | X  | X  | -  |  | 12    |
| USA        |            |  | 1 | 0 | 1 | 0 | 0 | 0 | 0 | X | X | X  | X  | X  | -  |  | 2     |

#### Finale
| Finale   | Finale |  | 1 | 2 | 3 | 4 | 5 | 6 | 7 | 8 | 9 | 10 | 11 | 12 | EE |  | Total |
| -------- | ------ |  | - | - | - | - | - | - | - | - | - | -- | -- | -- | -- |  | ----- |
| Canada   |        |  | 1 | 0 | 1 | 2 | 1 | 0 | 0 | 1 | 0 | 2  | 0  | X  | -  |  | 8     |
| Skotland |        |  | 0 | 1 | 0 | 0 | 0 | 1 | 1 | 0 | 1 | 0  | 2  | X  | -  |  | 6     |

### Samlet rangering
| Plac. | Hold         | 4                        | 3               | 2                 | 1                |
| ----- | ------------ | ------------------------ | --------------- | ----------------- | ---------------- |
| Guld  | Canada       | Ron Northcott            | Jimmy Shields   | Bernie Sparkes    | Fred Storey      |
| Sølv  | Skotland     | Chuck Hay                | John Bryden     | Alan Glen         | David Howie      |
| 3.    | USA          | Raymond "Bud" Somerville | Bill Strum      | Al Gagne          | Tom Wright       |
| 4.    | Sverige      | Roy Berglöf              | Kjell Grengmark | Sven Carlsson     | Stig Håkansson   |
| 5.    | Frankrig     | Pierre Boan              | Martino Parodi  | Guy Parodi        | Francois Parodi  |
| 6.    | Norge        | Thor Andresen            | Lars Askersrud  | Øivind Tandberg   | Anders Landemoen |
| 7.    | Schweiz      | Franz Marti              | Ueli Stauffer   | Peter Staudenmann | Rudolf Rütti     |
| 8.    | Vesttyskland | Werner Fischer-Weppler   | Herbert Kellner | Rolf Klug         | Heinz Kellner    |